# 永嘉学派
永嘉学派，又称“事功学派”、“功利学派”，是南宋时期重要的一个儒家学派，与朱熹的“理学”、陆九渊的“心学”呈鼎足相抗之势。因成型及发展于永嘉（今温州）地区，代表人物又多为永嘉学者，故称为“永嘉学派”。

## 历史
渊源于北宋庆历年间的王开祖、丁昌期流派，永嘉地区学者辈出，史稱“温多士，为东南最”。元丰年间，周行己与许景衡、刘安节、刘安上、戴述、赵霄、张辉、沈躬行、蒋元中就学于太学，号称“永嘉九先生”。到南宋时，在郑伯熊、薛季宣、陈傅良、徐谊等永嘉学者手中形成学派，后叶适集永嘉学派前辈之大成，进一步扩大了“永嘉学派”的影响，在南宋的学术界拥有举足轻重的地位。黄宗羲稱“濂洛之统合诸家，横渠之礼教、康节之数学、东莱之文献、艮斋止斋之经制、水心之文章，莫不旁推交通，连珠合璧，自来儒林所未有也”。

## 背景
南宋时期，永嘉地区工商业经济发达，出现数量众多的富商、富工及经营工商业的地主，他们要求抵御外侮，维持社会安定，主张买卖自由，尊重富人，并希望能减轻捐税，发展商业。这和宋代一定程度上市场经济的发达、资本主义势力的发展有密切关系。

## 内容
永嘉学派最早提出了“事功”思想，亦是永嘉学派最大的特点，主张利与义的一致性，“以利和义，不以义抑利”，反对某些道学家的空谈义理或是无条件的付出。
- 认为“道不离器”，反对“专以心性为宗主”，对董仲舒提出的“正其义不谋其利，明其道不计其功”的说法表示异议，曰：“既无功利，则道义者无用之虚语尔。”
- 继承了传统儒学中“外王”和“经世”，提倡“学与道合，人与德合”，杰出人物应是“实德”和“实政”的结合。
- 论述了“夷夏之辨”与“正恶之辨”的区别，突出金兵入侵的非正义性，强调抗击金人的正义性与合法性。
- 强调以民为本，坚持改革政弊，重视历史和制度的研究，考求历代国家的成败兴亡、典章制度的兴废，希望以此寻出振兴南宋，转弱为强的途径。
- 反对传统“重农抑商”的政策，主张“通商惠工，以国家之力扶持商贾，流通货币”，认为应该大力发展工业与商品经济，并指出雇佣关系和私有制的合理性。

## 評價
- 陈亮稱“人物满东瓯”[5]。宋元学案記載：“永嘉之学，教人就事上理会，步步着实，言之必使可行，足以开物成务。盖亦鉴一种闭眉合眼，目蒙瞳精神，自附道学者，于古今事物之变不知为何等也。”[6]

- 谭嗣同和唐才常十分推崇永嘉之学。谭嗣同在《仁学·自序》中将永嘉归之于墨学中的“任侠”派：“墨有两派：一曰‘任侠’，吾所谓仁也，在汉有党锢，在宋有永嘉，略得其一体。”

## 代表人物
- 王开祖
- 丁昌期
- 鄭伯熊
- 薛季宣
- 陳傅良
- 徐誼
- 葉適
- 張振夔